# Obwód Razgrad
Obwód Razgrad (bułg. Област Разград) – jedna z dwudziestu ośmiu jednostek administracyjnych Bułgarii. Stolicą obwodu jest miasto Razgrad. Region ma 2423 km² powierzchni i liczy około 132 740 mieszkańców. Dzieli się na siedem gmin.
Średnia roczna temperatura wynosi 11-12 °C.
Przez obwód przebiega międzynarodowa droga E 70 Ruse-Warna.

## Skład etniczny
Według danych z 2001 r. w obwodzie mieszkało 152 417 osób, z tego 67 069 Bułgarów (44,00%), 71 963 Turków (47,21%), 8733 Romów (5,72%) oraz 4652 osób innej narodowości (3,05%).